# Walter Buser
 (avril 2019).
Si vous disposez d'ouvrages ou d'articles de référence ou si vous connaissez des sites web de qualité traitant du thème abordé ici, merci de compléter l'article en donnant les références utiles à sa vérifiabilité et en les liant à la section « Notes et références ».
Walter Emil Buser, né le 14 avril 1926 à Lausen (Bâle-Campagne) et mort le 17 août 2019 à Ittigen, est un homme politique suisse. Il est chancelier de la Confédération de 1981 à 1991. 

## Biographie

### Formation et carrière
Fils d’un agriculteur, Walter Buser suit le collège à Bâle puis effectue des études de droit à Bâle et à Berne couronnées par un doctorat en droit en 1958. Dès 1950, il est conseiller juridique et rédacteur parlementaire pour la presse socialiste alémanique au Palais fédéral. De 1965 à 1968, il exerce la fonction chef du service juridique et de l’information du Département fédéral de l'intérieur. Nommé vice-chancelier en 1968, il est responsable du service juridique et de l’information. En 1977, Walter Buser est nommé professeur extraordinaire de droit administratif à l’Université de Bâle.

### Le premier chancelier socialiste
Walter Buser l’emporte contre Joseph Voyame (PDC) et Hans-Ulrich Ernst (UDC) grâce aux voix radicales lors de l’élection à la Chancellerie du 11 juin 1981. Il organise des conférences de presse et réforme la procédure de vote relative aux initiatives populaires accompagnées d’un contre-projet, avec le double oui possible. Il encourage l’administration à se rapprocher des citoyens et conçoit des brochures comme « La Confédération en bref », d’abord publication modeste qui se développe en véritable panorama de la vie publique suisse. Il introduit à la chancellerie le traitement électronique des données et crée la section de terminologie. Il est à l’origine de la réforme de la législation sur la publication des actes et des décisions des autorités.

### Pas de candidature au Conseil fédéral
En 1983, lors de l’élection complémentaire au siège rendu vacant par le décès du conseiller fédéral Willi Ritschard, son nom est évoqué. Les partis de droite cherchaient une alternative à la candidate socialiste officielle Liliane Uchtenhagen. Walter Buser se heurte au veto du président du PSS Helmut Hubacher qui voit mal arriver au gouvernement un socialiste qui ne fut que membre de la commission scolaire de son village. C’est alors Otto Stich qui est élu.